# Francesca Imprezzabile
Francesca Imprezzabile (Piacenza, 17 gennaio 2001) è una calciatrice italiana, di ruolo centrocampista.

## Carriera

### Club
Inizia la sua carriera nelle file del Brescia, con cui esordisce in Serie A nella stagione 2014-2015, conclusa con 14 presenze. Con la maglia del Brescia ha anche vinto una Coppa Italia. Nell'estate del 2015 si trasferisce in Serie B alla Reggiana, dove disputa due stagioni con 5 gol in 29 partite. Nel 2017 passa al Sassuolo, tornando a giocare in Serie A, dove colleziona 4 presenze.
Nell'estate 2019 è diventata una calciatrice del Florentia San Gimignano: con il club toscano ha collezionato 25 presenze, e ha segnato la prima rete in Serie A contro la Pink Sport Time.
Nel luglio 2021, dopo essersi svincolata dal Florentia San Gimignano che aveva ceduto il proprio titolo sportivo, si è trasferita al Napoli. È rimasta in Campania solo nella prima metà della stagione 2021-22, collezionando 8 presenze in campionato nel corso del girone d'andata. Si è trasferita al Verona a metà gennaio 2022, poco prima dell'inizio del girone di ritorno della Serie A.
Nella stagione 2022-23 ha giocato con la Ternana, partecipante al campionato di Serie B. Nell'annata successiva si è trasferita all'Arezzo, continuando a giocare in Serie B.

### Nazionale
Nel 2017 venne convocata nella nazionale femminile under 17 del ct Massimo Migliorini per le sfide amichevoli del 31 agosto e 2 settembre contro le pari età della Grecia e per la sfida contro la Svizzera del 27 settembre.
Nel gennaio 2018 venne convocata per la doppia gara amichevole con la Norvegia, il 18 e il 20 gennaio presso il centro tecnico federale di Coverciano.
A febbraio 2020 venne convocata nella nazionale femminile under 19 per il torneo La Manga, svoltosi in Spagna, per le sfide con Norvegia, Islanda e Svizzera.

## Statistiche

### Presenze e reti nei club
Statistiche aggiornate al 17 settembre 2023.
| Stagione              | Squadra               | Campionato            | Campionato | Campionato | Coppe nazionali | Coppe nazionali | Coppe nazionali | Coppe internazionali | Coppe internazionali | Coppe internazionali | Altre coppe | Altre coppe | Altre coppe | Totale | Totale |
| Stagione              | Squadra               | Comp                  | Pres       | Reti       | Comp            | Pres            | Reti            | Comp                 | Pres                 | Reti                 | Comp        | Pres        | Reti        | Pres   | Reti   |
| --------------------- | --------------------- | --------------------- | ---------- | ---------- | --------------- | --------------- | --------------- | -------------------- | -------------------- | -------------------- | ----------- | ----------- | ----------- | ------ | ------ |
| 2014-2015             | Brescia               | A                     | -          | -          | CI              | -               | -               | -                    | -                    | -                    | -           | -           | -           | -      | -      |
| 2015-2016             | Reggiana              | B                     | 18         | 2          | CI              | ?               | ?               | -                    | -                    | -                    | -           | -           | -           | 18     | 2      |
| 2016-2017             | Reggiana              | B                     | 11         | 3          | CI              | ?               | ?               | -                    | -                    | -                    | -           | -           | -           | 11     | 3      |
| Totale Reggiana       | Totale Reggiana       | Totale Reggiana       | 29         | 5          | -               | ?               | ?               | -                    | -                    | -                    | -           | -           | -           | 29     | 5      |
| 2017-2018             | Sassuolo              | A                     | 4          | 0          | CI              | 2               | 0               | -                    | -                    | -                    | -           | -           | -           | 6      | 0      |
| 2018-2019             | Sassuolo              | A                     | -          | -          | CI              | 0               | 0               | -                    | -                    | -                    | -           | -           | -           | 0      | 0      |
| Totale Sassuolo       | Totale Sassuolo       | Totale Sassuolo       | 4          | 0          | -               | 2               | 0               | -                    | -                    | -                    | -           | -           | -           | 6      | 0      |
| 2019-2020             | Florentia S.G.        | A                     | 13         | 1          | CI              | 2               | 0               | -                    | -                    | -                    | -           | -           | -           | 15     | 1      |
| 2020-2021             | Florentia S.G.        | A                     | 21         | 0          | CI              | 3               | 0               | -                    | -                    | -                    | -           | -           | -           | 24     | 0      |
| Totale Florentia S.G. | Totale Florentia S.G. | Totale Florentia S.G. | 34         | 1          | -               | 5               | 0               | -                    | -                    | -                    | -           | -           | -           | 39     | 1      |
| 2021-gen. 2022        | Napoli                | A                     | 8          | 0          | CI              | 1               | 0               | -                    | -                    | -                    | -           | -           | -           | 9      | 0      |
| gen.-giu. 2022        | Verona                | A                     | 7          | 0          | CI              | 0               | 0               | -                    | -                    | -                    | -           | -           | -           | 7      | 0      |
| 2022-2023             | Ternana               | B                     | 21         | 1          | CI              | ?               | ?               | -                    | -                    | -                    | -           | -           | -           | 21+    | 1+     |
| 2023-2024             | Arezzo                | B                     | 25         | 2          | CI              | 1               | 0               | -                    | -                    | -                    | -           | -           | -           | 26     | 2      |
| 2024-2025             | Freedom               | B                     | 1          | 0          | CI              | -               | -               | -                    | -                    | -                    | -           | -           | -           | 1      | 0      |
| Totale carriera       | Totale carriera       | Totale carriera       | 129        | 9          | -               | 9+              | 0+              | -                    | -                    | -                    | -           | -           | -           | 138+   | 9+     |

## Palmarès

### Club

#### Competizioni nazionali
- Coppa Italia: 1

Brescia: 2014-2015
- Campionato italiano di Serie B:

Sassuolo: 2016-2017 (girone B)